# Saint-Martin-des-Tilleuls

Saint-Martin-des-Tilleuls este o comună în departamentul Vendée, Franța. În 2009 avea o populație de 945 de locuitori.